# Melanorhinus boekei
Melanorhinus boekei är en fiskart som beskrevs av Metzelaar, 1919. Melanorhinus boekei ingår i släktet Melanorhinus och familjen Atherinopsidae. Inga underarter finns listade i Catalogue of Life.